# Liste der Gemälde von Carl Barks
Die Liste der Gemälde von Carl Barks listet alle bekannten von Carl Barks geschaffenen Öl-, Aquarell- und Buntstiftgemälde.

## Frühwerk (1930er–1956)
| Abbildung | Jahr          | Titel                               | Technik                       | Format [cm] | Standort |
| --------- | ------------- | ----------------------------------- | ----------------------------- | ----------- | -------- |
| Bild      | 1930er        | (Nude Woman Sitting on Stone)       | Wasserfarbe auf Zeichenpapier | 29 × 25     |          |
| Bild      | 1939          | The Nude with the Hat               | Buntstift auf Papier          |             |          |
|           | ca. 1940er    | - (Ohne Titel)                      | Wasserfarbe                   | 19 × 28     |          |
|           | ca. 1940er    | - (Ohne Titel)                      | Wasserfarbe                   | 22 × 19     |          |
|           | ca. 1940er    | Peggy (?)                           |                               |             |          |
| Bild      | Anfang 1950er | - (Woman in red)                    | Wasserfarbe auf Papier        | 25 × 22     |          |
| Bild      | ca. 1950      | - (Hedy Lamarr)                     | Öl auf Papier (?)             | 20 × 27     |          |
| Bild      | 1950er        | - (boy/girl sitting on stone)       | Öl auf Leinwand               | 33 × 26     |          |
| Bild      | 1954          | Canyon Morning                      | Wasserfarbe                   |             |          |
|           | 1955          | Life Can Be Beautiful (Pigs in Mud) | Wasserfarbe                   |             |          |
| Bild      | 1956          | The Last Citizen                    | Wasserfarbe                   |             |          |
|           | 1956          | Along the Road to Sage              |                               |             |          |
| Bild      | 1956          | Dawn in Diamond Valley              | Wasserfarbe                   |             |          |

## Kirchen, Gebäude, Landschaften und Porträts (1959–1971)
| Jahr                            | Titel                                                                                                | Technik                                  | Format [cm]   | Standort                                |
| ------------------------------- | --- | ---------------------------------------- | ------------- | --------------------------------------- |
| Feb. 1959                       | Old Friends                                                                                          |                                          |               |                                         |
| Feb. 1959                       | (North-mountain)                                                                                     |                                          |               |                                         |
| Feb. 1959                       | Kliquitat Country                                                                                    |                                          |               |                                         |
| Feb. 1959                       | Water Bound                                                                                          |                                          |               |                                         |
| Feb. 1959                       | Desert in Bloom                                                                                      |                                          |               |                                         |
| Feb. 1959                       | The San Jacinto River                                                                                |                                          |               |                                         |
| Feb. 1959                       | (Palo Verde Tree)                                                                                    |                                          |               |                                         |
| Feb. 1959                       | (Winchester Church)                                                                                  |                                          |               |                                         |
| Feb. 1959                       | (Lutheran Church)                                                                                    |                                          |               |                                         |
| Feb. 1959                       | (Lutheran Church)                                                                                    |                                          |               |                                         |
| Feb. 1959                       | (Soboba Indian Church)                                                                               |                                          |               |                                         |
| Feb. 1959                       | Navajo Country                                                                                       |                                          |               |                                         |
| April 1959                      | North Mountain Spring                                                                                |                                          |               |                                         |
| April 1959                      | Harvard Street Church                                                                                |                                          |               |                                         |
| April 1959                      | (Lutheran Church)                                                                                    |                                          |               |                                         |
| Mai 1959                        | Arizona Queen of the Night                                                                           |                                          |               |                                         |
| Mai 1959                        | Lord's Candle                                                                                        |                                          |               |                                         |
| Juni 1959                       | (Winchester Church, East)                                                                            |                                          |               |                                         |
| Juni 1959                       | (Lutheran Church, West)                                                                              |                                          |               |                                         |
| Juni 1959                       | Arizona Spring                                                                                       |                                          |               |                                         |
| Juni 1959                       | Organ Pipe National Monument                                                                         |                                          |               |                                         |
| Okt. 1959                       | Home of the Bass                                                                                     |                                          |               |                                         |
| Dez. 1959                       | Episcopal Church, Hemet, Cal.                                                                        |                                          |               |                                         |
| Dez. 1959                       | (Episcopal Church)                                                                                   |                                          |               |                                         |
| Dez. 1959                       | (Old Barn (Hewitt Road, S. J.)                                                                       |                                          |               |                                         |
| ca. 1960                        | - (Ohne Titel)                                                                                       |                                          | 31 × 41       |                                         |
| Feb. 1961                       | Dessert Yucca                                                                                        |                                          |               |                                         |
| Feb. 1961                       | Palo Verde                                                                                           |                                          |               |                                         |
| Dez. 1961                       | (Estudillo House (Pair))                                                                             |                                          |               |                                         |
| 1960er                          | Twenty Below                                                                                         | Wasserfarbe (?)                          | 12 × 16       |                                         |
| 1960er                          | Horses in Snow                                                                                       | Öl                                       |               |                                         |
| 1960er                          | Sky for Plowboy                                                                                      | Öl                                       |               |                                         |
| 1960er                          | - (Ohne Titel, Kirche mit Häusern davor)                                                             | Öl                                       | 28 × 36       |                                         |
| 1960er                          | ? (Kirche mit viel Landschaft)                                                                       |                                          |               |                                         |
| wahrscheinlich 1960er           | (Girl)                                                                                               |                                          |               |                                         |
| wahrscheinlich 1960er           | (Kirche)                                                                                             |                                          |               |                                         |
| Mitte 1960er (vielleicht 1959?) | 591 (1-59?) - (Ohne Titel ?)                                                                         | Wasserfarbe                              | 18 × 23       |                                         |
| 1965                            | 0-65 Hemet Episcopal                                                                                 |                                          |               |                                         |
| 1965                            | 1-65 (St. Anthony's)                                                                                 |                                          |               |                                         |
| 1965                            | 2-65 (St. Anthony's)                                                                                 | auf Masonit                              |               |                                         |
| 1965                            | 3-65 (Unity Church)                                                                                  |                                          |               |                                         |
| 1965                            | 4-65 (Soboba Indian Church (Blau))                                                                   |                                          |               |                                         |
| 1965                            | 5-65 (Soboba Indian Church (Grell))                                                                  |                                          |               |                                         |
| 1965                            | 6-65 (Soboba Indian Church (Rot))                                                                    |                                          |               |                                         |
| 1965                            | 7-65 (Soboba Indian Church (dunkel grün))                                                            |                                          |               |                                         |
| 1965                            | 8-65 (Unity Church (morgens))                                                                        |                                          |               |                                         |
| 1965                            | 9-65 (St. Anthony's (gelber Himmel))                                                                 |                                          |               |                                         |
| 1966                            | 0-66 (Unity Church (nachts))                                                                         |                                          |               |                                         |
| 1966                            | 1-66 (Unity Church (grau))                                                                           |                                          |               |                                         |
| 1966                            | 2-66 Unity Church, Hemet (weißes Gebäude, rosa Dach, grüner Hintergrund)                             |                                          |               |                                         |
| 1966                            | 3-66 (Unity Church (gelbes Muster))                                                                  |                                          |               |                                         |
| 1966                            | 4-66 (Old Trinity Lutheran Church)                                                                   |                                          |               |                                         |
| 1966                            | 5-66 (Old Trinity Lutheran Church)                                                                   |                                          |               |                                         |
| 1966                            | 6-66 Soboba Indian Church (3 Personen davor, türkiser Hintergrund ?)                                 |                                          |               |                                         |
| 1966                            | 7-66 (St. Anthony's (nachts))                                                                        |                                          |               |                                         |
| 1966                            | 8-66 One Man's Castle                                                                                | Öl auf Masonit                           |               |                                         |
| 1966                            | 9-66 (Navajo Hogan #1)                                                                               |                                          |               |                                         |
| 1966                            | 1-66 Land of Turquoise and Amethyst                                                                  |                                          |               |                                         |
| 1966                            | 2-66 Flight to the Mountains (2 Personen, eine auf Pferd auf bergigem Gelände)                       |                                          | 30,48 × 22,86 |                                         |
| 1966                            | 3-66 (Christian Science Church, flache Kirche mit Turm, blauer Hintergrund)                          | auf Papier                               |               |                                         |
| 1966                            | 4-66 (Christian Science Church, flache Kirche mit Turm, grell gelber Hintergrund)                    | auf Papier                               |               |                                         |
| 1966                            | 4-66 (Old Trinity Lutheran Church (Gel-Technik))                                                     |                                          |               |                                         |
| 1966                            | 5-66 Christian Science Church, Hemet, Calif. (flache Kirche mit Turm, roter Hintergrund)             | Buntstift auf Papier                     |               |                                         |
| 1966                            | 6-66 Christian Science Church, Hemet, Calif. (flache Kirche mit Turm, blasser Hintergrund)           | auf Papier                               |               |                                         |
| 1966                            | 7-66 Christian Science Church, Hemet, Calif. (flache Kirche mit Turm, gelblich, Hintergrund in blau) | Buntstift auf Papier                     |               |                                         |
| 1966                            | 8-66 (Navajo Cliff Scene)                                                                            |                                          |               |                                         |
| 1966                            | 9-66 Pageant Dancer                                                                                  |                                          |               |                                         |
| 1966                            | 10-66 (Congregational Church (blau, grün))                                                           |                                          |               |                                         |
| 1966                            | 11-66 (Congregational Church (grün, orange, prink))                                                  |                                          |               |                                         |
| 1966                            | 12-66 (Congregational Church)                                                                        |                                          |               |                                         |
| 1966                            | 13-66 (Old Trinity Lutheran)                                                                         |                                          |               |                                         |
| 1966                            | 14-66 (Soboba Indian Church (4 Kinder auf einem Pferd))                                              |                                          |               |                                         |
| 1966                            | 15-66 (Soboba Indian Church (2 Kinder und Hund))                                                     |                                          |               |                                         |
| 1966                            | 16-66 (Soboba Indian Church (Front-Ansicht, lila))                                                   |                                          |               |                                         |
| 1966                            | 17-66 (Soboba Indian Church (Vertikal))                                                              |                                          |               |                                         |
| 1966                            | 18-66 Christian Science Church, Hemet, Calif. (dunkelblauer Hintergrund)                             | auf Papier                               |               |                                         |
| 1966                            | 19-66 Church of Jesus Christ of Latter Day Saints, Hemet, California                                 |                                          |               |                                         |
| 1966                            | 20-66 Church of Later Day Saints (rosa Kirche, blauer Himmel, 2 grüne Bäume)                         |                                          |               |                                         |
| 1966                            | 21-66 Distant Temples (2 Menschen auf Felsvorsprung, in der Ferne Berge, Wüstenszene)                |                                          |               | Thomas Weiser                           |
| 1966                            | 22-66 Hogan with a View                                                                              |                                          |               |                                         |
| 1966                            | 23-66 Anybody Home?                                                                                  |                                          |               |                                         |
| 1966                            | 24-66 A Pause in the Shade                                                                           |                                          |               |                                         |
| 1966                            | 25-66 Afternoon Glow                                                                                 |                                          |               |                                         |
| 1966                            | 26-66 (St. Paul's Episcopal (lila, blauer Himmel))                                                   |                                          |               |                                         |
| 1966                            | 27-66 (Sobabo Indian Church (dunkelblauer Himmel))                                                   |                                          |               |                                         |
| 1966                            | 28-66 (Sobabo Indian Church)                                                                         |                                          |               |                                         |
| 1966                            | 29-66 Seen Bether Days                                                                               |                                          |               |                                         |
| 1966                            | 30-66 St. Paul's Episcopal (blauer Himmel, 2 Palmen)                                                 |                                          |               | Joe Piper                               |
| 1966                            | 31-66 (Church of Latter-Days Saints (blaugrüner Himmel))                                             |                                          |               |                                         |
| 1966                            | 32-66 Hemet High School                                                                              |                                          |               |                                         |
| 1966                            | 33-66 Carving the Maze Stone                                                                         | Öl (?)                                   | 20 × 27       |                                         |
| 1966                            | 34-66 Hemet High School                                                                              |                                          |               |                                         |
| 1966                            | 35-66 (Old First Christian Church)                                                                   |                                          |               |                                         |
| 1966                            | 36-66 Fiesta                                                                                         |                                          |               |                                         |
| 1966                            | 37-66 San Jacinto Twilight                                                                           |                                          |               |                                         |
| 1966                            | ? (Kirche mit Gärtner im Vordergrund, herbstlich)                                                    |                                          |               |                                         |
| 1967                            | 0-67 Painted Land                                                                                    | Öl auf Masonit                           |               |                                         |
| 1967                            | 1-67 (Old Trinity Lutheran Church (West))                                                            |                                          |               |                                         |
| 1967                            | 2-67 (Sobabo Indian Church (Frau auf einem Pferd))                                                   |                                          |               |                                         |
| 1967                            | 3-67 (Sobabo Indian Church)                                                                          |                                          |               |                                         |
| 1967                            | 4-67 (Sobabo Indian Church (Fahrer))                                                                 |                                          |               |                                         |
| 1967                            | 1-67 Old Putting Green                                                                               |                                          |               |                                         |
| 1967                            | 2-67 (Old Trinity Lutheran)                                                                          |                                          |               |                                         |
| 1967                            | 3-67 The Eight of Gelman                                                                             |                                          |               | zerstört                                |
| 1967                            | 4-67 Park Avenue North                                                                               |                                          |               | zerstört                                |
| 1967                            | 5-67 (Old Trinity Lutheran)                                                                          |                                          |               |                                         |
| 1967                            | 6-67 (Old Trinity Lutheran)                                                                          |                                          |               |                                         |
| 1967                            | 7-67 Ramona's Decision                                                                               |                                          |               |                                         |
| 1967                            | 8-67 Margarita (?)                                                                                   |                                          |               | zerstört                                |
| 1967                            | 9-67 Dolores                                                                                         |                                          |               |                                         |
| 1967                            | 10-67 Girl from Acapulco                                                                             |                                          |               |                                         |
| 1967                            | 11-67 Would you Believe Swedish?                                                                     |                                          |               |                                         |
| 1967                            | 12-67 Girl of the Sea                                                                                |                                          |               |                                         |
| 1967                            | 13-67 Ruby                                                                                           |                                          |               |                                         |
| 1967                            | 14-67 Dragon Lady                                                                                    |                                          |               |                                         |
| 1967                            | 15-67 Gypsy                                                                                          |                                          |               |                                         |
| 1967                            | 16-67 Evening Vespers                                                                                |                                          |               |                                         |
| 1967                            | 17-67 Little Friends                                                                                 |                                          |               |                                         |
| 1967                            | 18-67 Black-Eyed Susan                                                                               |                                          |               |                                         |
| 1967                            | 19-67 Fancy Stranger                                                                                 | Öl                                       |               |                                         |
| 1967                            | 20-67 Visitor from the Woods                                                                         |                                          |               |                                         |
| 1967                            | 21-67 Rose of Tralee                                                                                 |                                          |               |                                         |
| 1967                            | 22-67 Allah's Little Lamplighter                                                                     |                                          |               |                                         |
| 1967                            | 23-67 What a Nerve!                                                                                  | Öl                                       | 25 × 20       |                                         |
| 1967                            | 24-67 Cold Night Out                                                                                 |                                          |               |                                         |
| 1967                            | 25-67 High C! Imagine That!                                                                          | Öl                                       | 25 × 20       |                                         |
| 1967                            | 26-67 Spring in Sarmakand                                                                            | Öl                                       | 23 × 18       |                                         |
| 1967                            | 27-67 October Woods                                                                                  |                                          |               |                                         |
| 1968                            | 1-68 Ranch Girl                                                                                      | Öl                                       | 18 × 13       | Germund von Wowern                      |
| 1968                            | 2-68 Rodeo Queen                                                                                     | Öl                                       | 18 × 13       |                                         |
| 1968                            | 3-68 Blue Cowgirl                                                                                    | Öl                                       | 18 × 13       |                                         |
| 1968                            | 4-68 Dude Ranch Belle                                                                                | Öl                                       | 18 × 13       |                                         |
| 1968                            | 5-68 Cow Wrangler                                                                                    | Öl                                       | 18 × 13       |                                         |
| 1968                            | 6-68 The Sheriff's Daughter                                                                          | Öl                                       | 18 × 13       |                                         |
| 1968                            | 7-68 High Noon                                                                                       | Öl                                       | 18 × 13       |                                         |
| 1968                            | 8-68 Church of the Sobobas                                                                           |                                          |               |                                         |
| 1968                            | 9-68 Oregon Backwater                                                                                |                                          |               |                                         |
| 1968                            | 10-68 The Poop-Out Water                                                                             |                                          |               |                                         |
| 1968                            | 11-68 Hunting Strays                                                                                 |                                          |               |                                         |
| 1968                            | 12-68 The Fearful Bee                                                                                |                                          |               |                                         |
| 1968                            | 13-68 The Cool of Morning                                                                            |                                          | 61 × 76       |                                         |
| 1968                            | 14-68 October Farm                                                                                   |                                          |               |                                         |
| 1968                            | 15-68 Autumn Morning                                                                                 |                                          |               |                                         |
| 1968                            | 16-68 Hello, Butterfly!                                                                              | Öl                                       |               |                                         |
| 1968                            | 17-68 Young Oriole                                                                                   | Öl                                       |               |                                         |
| 1968                            | 18-68 (blue corn flowers)                                                                            | Öl                                       |               |                                         |
| 1968                            | 19-68 Posy Girl                                                                                      | Öl                                       |               |                                         |
| 1968                            | 20-68 (baby bird)                                                                                    | Öl                                       |               |                                         |
| 1968                            | 21-68 October Girl                                                                                   | Öl                                       |               |                                         |
| 1968                            | 22-68 Child of May                                                                                   | Öl                                       |               |                                         |
| 1968                            | 23-68 San Jacinto High School                                                                        |                                          |               |                                         |
| 1968                            | 24-68 San Jacinto High School                                                                        |                                          |               |                                         |
| 1968                            | 25-68 Last Days of an Old High School                                                                | Öl                                       | 61 × 122      |                                         |
| 1968                            | 26-68 Autumn Composition                                                                             |                                          |               |                                         |
| 1968                            | 27-68 Autumn Composition #2                                                                          |                                          |               |                                         |
| 1968                            | 28-68 ?                                                                                              |                                          |               | zerstört                                |
| 1968                            | 29-68 Hilltop Farm                                                                                   |                                          |               |                                         |
| 1968                            | 30-68 Somebody's Farm                                                                                | Öl                                       |               |                                         |
| 1968                            | 31-68 Autumn Composition #3                                                                          |                                          |               |                                         |
| 1968                            | 32-68 Get Along, Dogie                                                                               |                                          |               | zerstört                                |
| 1968                            | 33-68 (pink house)                                                                                   |                                          |               |                                         |
| 1968                            | 34-68 Yesterday's Mansion                                                                            | Öl                                       | 30 × 41       | über die Jahre mehrmals verändert       |
| 1968                            | 35-68 House of the Dunes                                                                             |                                          |               |                                         |
| 1968                            | 36-68 Autumn Composition #4                                                                          |                                          |               |                                         |
| 1968                            | 37-68 Utah Color                                                                                     | Öl / Gouache über Wasserfarbe auf Papier |               | Marko Leppälä                           |
| 1968                            | 38-68 (Pin-Up girl posing)                                                                           |                                          |               | zerstört                                |
| 1968                            | 39-68 Dolores                                                                                        |                                          |               |                                         |
| 1968                            | 40-68 A Princess of the Ivahs                                                                        | Öl                                       | 46 × 61       | Peter Hartung                           |
| 1968                            | 41-68 Girl of the Ancient Temeculas                                                                  | Öl                                       |               |                                         |
| 1968                            | 42-68 Primitive Cahuilla                                                                             |                                          |               |                                         |
| 1969                            | 1-69 Young Pauma Savage I                                                                            | Öl                                       | 61 × 46       |                                         |
| 1969                            | Young Pauma Savage II                                                                                | Öl                                       | 61 × 46       |                                         |
| 1969                            | Young Pauma Savage III                                                                               | Öl                                       | 61 × 46       |                                         |
| 1969                            | 2-69 Daughter of the Chief                                                                           | Öl                                       | 66 × 53       |                                         |
| 1969                            | 3-69 Mt. Cahuilla and Friend                                                                         | Öl                                       |               |                                         |
| 1969                            | 4-69 Luiseno Seed Gartherers                                                                         | Öl                                       | 44 × 73 (?)   |                                         |
| 1969                            | 5-69 With All Their Possessions                                                                      | Öl                                       | 50 × 75 (?)   |                                         |
| 1969                            | 6-69 Evening Star                                                                                    | Öl                                       |               | Peter Hartung                           |
| 1969                            | 7-69 Red Rock Country                                                                                | Öl                                       |               |                                         |
| 1969                            | 8-69 Red Rock Country II                                                                             |                                          |               |                                         |
| 1969                            | 9-69 Abandoned Barn                                                                                  |                                          |               |                                         |
| 1969                            | 10-69 Spring Wheat                                                                                   |                                          |               |                                         |
| 1969                            | 11-69 Mule Manor                                                                                     | Öl                                       |               |                                         |
| 1969                            | 12-69 Rhythms of the West Wind                                                                       | Öl                                       |               |                                         |
| 1969                            | 13-69 A Day in May                                                                                   | Öl                                       | 41 × 51       |                                         |
| 1969                            | 14-69 Home of the Trout                                                                              |                                          |               |                                         |
| 1969                            | 15-69 Below Big Sur                                                                                  | Öl                                       |               |                                         |
| 1969                            | 16-69 Lost River Ranch                                                                               | Öl                                       |               |                                         |
| 1969                            | 17-69 Clown                                                                                          |                                          |               |                                         |
| 1969                            | 18-69 Canalside Farm                                                                                 |                                          |               |                                         |
| 1969                            | 19-69 Gumboot Country                                                                                |                                          |               |                                         |
| 1969                            | 20-69 Hayday                                                                                         | Öl                                       | 46 × 61       |                                         |
| 1969                            | 21-69 East of Porterville                                                                            |                                          |               |                                         |
| 1969                            | 22-69 Barn of the Marsh                                                                              | Öl                                       | 25 × 20       |                                         |
| 1969                            | 23-69 Lost River at Enman's                                                                          | Öl                                       | 30 × 41       |                                         |
| 1969                            | 24-69 Evening Hour                                                                                   |                                          |               |                                         |
| 1969                            | 25-69 Family of Quail                                                                                |                                          |               |                                         |
| 1969                            | Donald Loses His Hat                                                                                 |                                          | 24 × 18 (?)   |                                         |
| 1970                            | 1-70 First Flight                                                                                    |                                          |               |                                         |
| 1970                            | 2-70 Three in a Row                                                                                  |                                          |               |                                         |
| 1970                            | 3-70 Low Cost Housing                                                                                |                                          |               |                                         |
| 1970                            | 4-70 Left for the Birds                                                                              |                                          |               |                                         |
| 1970                            | 5-70 Dinner Hour                                                                                     |                                          |               |                                         |
| 1970                            | 6-70 Rural Route                                                                                     |                                          |               |                                         |
| 1970                            | 7-70 Weekly Gazette                                                                                  |                                          |               |                                         |
| 1970                            | 8-70 High Pasture                                                                                    |                                          |               |                                         |
| 1970                            | 9-70 Coast Range Farm                                                                                | Öl                                       | 20 × 28       |                                         |
| 1970                            | 10-70 Evening Wanders                                                                                |                                          |               |                                         |
| 1970                            | 11-70 A Quack, Quack Here, A Quack, Quack There                                                      | Öl                                       |               |                                         |
| 1970                            | 12-70 What's the Hurry?                                                                              | Öl                                       | 46 × 61       |                                         |
| 1970                            | 13-70 High View                                                                                      |                                          |               |                                         |
| 1970                            | 14-70 Along the Coast Range                                                                          |                                          |               |                                         |
| 1970                            | 15-70 Evening Vignette                                                                               |                                          |               |                                         |
| 1970                            | 16-70 King of the Grove                                                                              |                                          |               |                                         |
| 1970                            | 17-70 Lonely Hunter                                                                                  | Öl                                       |               |                                         |
| 1971                            | 1-71 Low Sierra Sun                                                                                  | Öl                                       |               |                                         |
| 1971                            | 2-71 The Showoff                                                                                     | Öl                                       | 61 × 31       |                                         |
| 1971                            | 3-71 Summer of the Ranch                                                                             |                                          |               | Titel in Aufzeichnungen durchgestrichen |
| 1971                            | 4-71 Edge of the Forest                                                                              |                                          |               |                                         |
| 1971                            | 5-71 Big Shoot                                                                                       | Öl                                       | 18 × 13       | Linda Linsday, Temecula, CA             |
| 1971                            | 6-71 Goleta Hillsite                                                                                 |                                          |               |                                         |
| 1971                            | 7-71 Goleta Hillsite #2                                                                              |                                          |               |                                         |
| 1971                            | 8-71 Goleta Hillsite #3                                                                              |                                          |               |                                         |
| 1971                            | 9-71 Blue Girl                                                                                       |                                          |               |                                         |
| 1971                            | 10-71 Deserted                                                                                       |                                          | 20 × 14       |                                         |
| 1971                            | 11-71 Evening Song                                                                                   |                                          |               |                                         |
| 1971                            | 12-71 Summer Pals                                                                                    | Öl                                       |               |                                         |

## Die Ducks in Öl (1971–1976)
| Jahr | Titel                                                                  | Technik        | Format [cm] | Standort                                       |
| ---- | ---------------------------------------------------------------------- | -------------- | ----------- | ---------------------------------------------- |
| 1971 | 13-71 A Tall Ship and a Star to Steer Her By                           | Öl             | 46 × 36     |                                                |
| 1971 | 14-71 Money Lake                                                       | Öl             | 51 × 41     |                                                |
| 1971 | 15-71 Bullet Valley                                                    | Öl             | 51 × 41     |                                                |
| 1971 | 16-71 Bullet Valley                                                    | Öl             | 46 × 36     |                                                |
| 1971 | 17-71 Golden Helmet                                                    | Öl             | 51 × 41     |                                                |
| 1971 | 18-71 Ancient Persia                                                   | Öl             | 51 × 41     |                                                |
| 1971 | 19-71 Money Lake                                                       | Öl             | 51 × 41     |                                                |
| 1971 | 20-71 Wishing Well                                                     | Öl             | 51 × 41     | 2 mal verändert                                |
| 1971 | 21-71 - (Blue Compositions of Ducks)                                   | Öl             | 51 × 41     |                                                |
| 1971 | 22-71 Bullet Valley                                                    | Öl             | 46 × 36     |                                                |
| 1971 | 23-71 Money Lake                                                       | Öl             | 51 × 41     |                                                |
| 1971 | 24-71 Old Castle                                                       | Öl             | 51 × 41     |                                                |
| 1971 | - (Scrooge)                                                            | Öl auf Masonit | 18 × 13     | für Michael Barrier                            |
| 1971 | - (Scrooge)                                                            | Öl auf Masonit | 18 × 13     | für ?                                          |
| 1971 | - (Scrooge)                                                            | Öl             | 18 × 13     | für Donald Ault                                |
| 1971 | 25-71 Truant Officer                                                   | Öl             | 51 × 41     |                                                |
| 1971 | 26-71 Money Lake                                                       | Öl             | 51 × 41     |                                                |
| 1971 | 27-71 Ancient Persia                                                   | Öl             | 51 × 41     |                                                |
| 1972 | 1-72 - (Christmas Composition)                                         | Öl             | 51 × 41     |                                                |
| 1972 | 2-72 Pleasure in the Treasure                                          | Öl             | 41 × 51     |                                                |
| 1972 | 3-72 Golden Helmet                                                     | Öl             | 51 × 41     |                                                |
| 1972 | 4-72 Sailboat                                                          | Öl             | 46 × 36     |                                                |
| 1972 | 5-72 Christmas Carolers                                                | Öl             | 43 × 30     |                                                |
| 1972 | 6-72 The Wadfather                                                     | Öl             | 41 × 51     |                                                |
| 1972 | 7-72 Bullet Valley                                                     | Öl             | 46 × 36     |                                                |
| 1972 | 8-72 Golden Fleece                                                     | Öl             | 30 × 61     |                                                |
| 1972 | 9-72 Treasure Island                                                   | Öl             | 51 × 41     |                                                |
| 1972 | 10-72 Bombie the Zombie                                                | Öl             | 41 × 51     |                                                |
| 1972 | 11-72 - (Scrooge #2 Cover)                                             | Öl             | 51 × 41     |                                                |
| 1972 | 12-72 Money Bin Memories                                               | Öl             | 41 × 51     |                                                |
| 1972 | 13-72 Fair Wind Off Bora Bora                                          | Öl             | 41 × 51     |                                                |
| 1972 | 14-72 Reading the Scandal Sheet                                        | Öl             | 41 × 51     |                                                |
| 1972 | - (Scrooge)                                                            | Öl             | 18 × 13 (?) | für ?                                          |
| 1972 | - (Scrooge)                                                            | Öl             | 18 × 13 (?) | für George Sherman                             |
| 1972 | - (Scrooge)                                                            | Öl auf Masonit | 18 × 13     | für ?                                          |
| 1972 | - (Scrooge)                                                            | Öl auf Masonit | 18 × 13     | für Tony Sanguino                              |
| 1972 | 15-72 Klondike Kaper                                                   | Öl             | 51 × 41     |                                                |
| 1972 | 16-72 Sea Cruise                                                       | Öl             | 46 × 36     |                                                |
| 1972 | 17-72 Truant Officer                                                   | Öl             | 51 × 41     |                                                |
| 1972 | 18-72 Money Lake                                                       | Öl             | 51 × 41     |                                                |
| 1972 | 19-72 Flubbity Dubbity Duffer                                          | Öl             | 51 × 41     |                                                |
| 1972 | 20-72 Golden Helmet                                                    | Öl             | 51 × 41     |                                                |
| 1972 | 21-72 Old Castle with Scrooge                                          | Öl             | 51 × 41     |                                                |
| 1972 | 22-72 (Vacation Panel)                                                 | Öl             | 61 × 46     |                                                |
| 1972 | 23-72 Flying Dutchman                                                  | Öl             | 46 × 61     | mehrmals verändert                             |
| 1972 | 24-72 Flying Dutchman II                                               | Öl             | 46 × 61     |                                                |
| 1972 | 25-72 Flying Dutchman III                                              | Öl             | 46 × 61     |                                                |
| 1973 | 1-73 Blue Persia                                                       | Öl             | 51 × 41     |                                                |
| 1973 | 2-73 Bullet Valley                                                     | Öl             | 46 × 36     | Hintergrund einmal übermalt                    |
| 1973 | 3-73 Treasure Island                                                   | Öl             | 51 × 41     |                                                |
| 1973 | 4-73 Blizzard Tonight                                                  | Öl             | 51 × 41     |                                                |
| 1973 | 5-73 Secret Safe                                                       | Öl             | 41 × 51     |                                                |
| 1973 | 6-73 Green Persia                                                      | Öl             | 51 × 41     |                                                |
| 1973 | 7-73 What's In There?                                                  | Öl             | 41 × 51     |                                                |
| 1973 | 8-73 Another Long Day's Work                                           | Öl             | 51 × 41     |                                                |
| 1973 | 9-73 Eight Cornered Eggs                                               | Öl             | 51 × 41     |                                                |
| 1973 | 10-73 Isle of Golden Dreams                                            | Öl             | 51 × 41     |                                                |
| 1973 | 11-73 Menace Out of the Myths                                          | Öl             | 46 × 61     |                                                |
| 1973 | 12-73 Visitor from Underground                                         | Öl             | 41 × 51     |                                                |
| 1973 | 13-73 Square Eggs                                                      | Öl             | 51 × 41     |                                                |
| 1973 | 14-73 Sheriff Donald's Last Stand                                      | Öl             | 46 × 36     |                                                |
| 1973 | 15-73 Family Portrait                                                  | Öl             | 51 × 41     |                                                |
| 1973 | 16-73 Sea Fever                                                        | Öl             | 46 × 36     |                                                |
| 1973 | 17-73 Time Out for Fun                                                 | Öl             | 41 × 51     |                                                |
| 1973 | 18-73 Much Ado About a Dime                                            | Öl             | 41 × 51     |                                                |
| 1973 | 19-73 Time Out for Therapy                                             | Öl             | 41 × 51     |                                                |
| 1973 | 20-73 Who's Out There?                                                 | Öl             | 41 × 51     |                                                |
| 1973 | 21-73 In Voodoo Land                                                   | Öl             | 51 × 41     |                                                |
| 1973 | 22-73 Luck of the North                                                | Öl             | 41 × 51     |                                                |
| 1973 | 23-73 Webfoot Tenderfoot                                               | Öl             | 46 × 36     |                                                |
| 1973 | 24-73 This Dollar Saved my Life at Whitehorse                          | Öl             | 41 × 51     |                                                |
| 1973 | 25-73 Cave of Ali Baba                                                 | Öl             | 41 × 51     |                                                |
| 1973 | 26-73 Dreams of Discovery / Cache of Ancient Tomb Robbers              | –              | –           | nicht ausgeführt, nur Vorzeichnungen vorhanden |
| 1973 | 27-73 Spoiling the Concert                                             | Öl             | 41 × 51     |                                                |
| 1973 | 28-73 Lavender and Old Lace                                            | Öl             | 51 × 41     |                                                |
| 1973 | 29-73 Sheriff Donald at Gory Gap                                       | Öl             | 46 × 36     |                                                |
| 1973 | 30-73 The Goose Egg Nugget                                             | Öl             | 51 × 41     |                                                |
| 1973 | 31-73 Duck in the Iron Pants                                           | Öl             | 41 × 51     |                                                |
| 1973 | 32-73 Snow Fun                                                         | Öl (?)         |             | nicht fertig gestellt                          |
| 1973 | 33-73 Halloween in Duckburg                                            | Öl             | 46 × 61     |                                                |
| 1974 | 1-74 Snow Fun                                                          | Öl             | 46 × 61     |                                                |
| 1974 | 2-74 El Dorado, Gilded Man                                             | Öl             | 41 × 51     |                                                |
| 1974 | 3-74 Student Witch                                                     | Öl             | 16 × 20     |                                                |
| 1974 | 4-74 Slow Boat to Duckburg                                             | Öl             | 46 × 36     |                                                |
| 1974 | 5-74 Trick or Treat                                                    | Öl             | 36 × 46     |                                                |
| 1974 | 6-74 Only a Poor Old Duck                                              | Öl             | 51 × 41     |                                                |
| 1974 | 7-74 A Hot Defense                                                     | Öl             | 41 × 51     |                                                |
| 1974 | 8-74 Dreams of Discovery / Cache of Ancient Tomb Robbers (siehe 26-73) | –              | –           | nicht ausgeführt, nur Vorzeichnungen vorhanden |
| 1974 | 9-74 Sport of Tycoons                                                  | Öl             | 36 × 46     |                                                |
| 1974 | 10-74 Danger, Tycoon at Play                                           | Öl             | 41 × 51     |                                                |
| 1974 | 11-74 Dangerous Discovery                                              | Öl             | 41 × 51     |                                                |
| 1974 | 12-74 A Binful of Fun                                                  | Öl             | 36 × 46     |                                                |
| 1974 | 13-74 Nobody's Spending Fool                                           | Öl             | 41 × 51     |                                                |
| 1974 | 14-74 Rude Awakening                                                   | Öl             | 51 × 41     |                                                |
| 1974 | 15-74 McDuck of Duckburg                                               | Öl             | 46 × 36     |                                                |
| 1974 | The Tycoon                                                             | Öl             |             |                                                |
| 1974 | 16-74 Season to Be Jolly                                               | Öl             | 41 × 51     |                                                |
| 1974 | 17-74 Voodoo Hoodooed                                                  | Öl             | 46 × 36     |                                                |
| 1974 | 18-74 Terror of the River                                              | Öl             | 51 × 41     |                                                |
| 1974 | 19-74 Red Sails in the Sunset                                          | Öl             | 46 × 36     |                                                |
| 1974 | 20-74 Where Ducks and Antelope Play                                    | Öl             | 25 × 20     |                                                |
| 1974 | 21-74 Pick and Shovel Laborer                                          | Öl             | 25 × 20     |                                                |
| 1974 | 22-74 Make Your Move, Podner                                           | Öl             | 25 × 20 cm  |                                                |
| 1974 | 23-74 Always Another Rainbow                                           | Öl             | 25 × 20 cm  |                                                |
| 1975 | 1-75 Compleat Golfer                                                   | Öl             | 41 × 30 cm  |                                                |
| 1975 | 2-75 Dude for a Day                                                    | Öl             | 25 × 20 cm  |                                                |
| 1975 | 3-75 I Found It, I Keep It                                             | Öl             | 25 × 20 cm  |                                                |
| 1975 | 4-75 Misers's Hangup                                                   | Öl             | 20 × 15 cm  |                                                |
| 1975 | 5-75 The Old Money Magician                                            | Öl             | 25 × 20 cm  |                                                |
| 1975 | 6-75 Rug Riders Last Flight                                            | Öl             | 41 × 30 cm  |                                                |
| 1975 | 7-75 Far Out Safari                                                    | Öl             | 30 × 41 cm  |                                                |
| 1975 | 8-75 Banker's Salad                                                    | Öl             | 25 × 20 cm  |                                                |
| 1975 | 9-75 Time Wasters                                                      | Öl             | 41 × 51 cm  |                                                |
| 1975 | 10-75 Hi, I'm Donald Duck                                              | Öl             | 20 × 15 cm  |                                                |
| 1975 | 11-75 Mayday on the Prairie                                            | Öl             | 41 × 30 cm  |                                                |
| 1975 | 12-75 Heat Wave                                                        | Öl             | 30 × 41 cm  | Egmont Ehapa Media, Berlin (?)                 |
| 1975 | 13-75 Unsafe Vehicle                                                   | Öl             | 31 × 30 cm  |                                                |
| 1975 | 14-75 Cave of the Minotaur                                             | Öl             | 41 × 51 cm  |                                                |
| 1975 | 15-75 Business Long Overdue                                            | Öl             | 23 × 30 cm  |                                                |
| 1975 | 16-75 Hands Off my Playthings                                          | Öl             | 41 × 51 cm  |                                                |
| 1975 | 17-75 Oh, Oh!                                                          | Öl             | 25 × 20 cm  |                                                |
| 1975 | 18-75 Buyer Beware                                                     | Öl             | 30 × 23 cm  |                                                |
| 1975 | 19-75 She Was Spangled and Flashy                                      | Öl             | 41 × 51 cm  |                                                |
| 1975 | 20-75 Menace from the Grotto                                           | Öl             | 41 × 30 cm  |                                                |
| 1975 | 21-75 The Expert                                                       | Öl             | 25 × 20 cm  |                                                |
| 1975 | 22-75 Lake of Gold                                                     | Öl             | 51 × 41 cm  |                                                |
| 1975 | 23-75 Golden Cities of Cibola                                          | Öl             | 41 × 51 cm  |                                                |
| 1975 | 24-75 Rumble Seat Roadster                                             | Öl             | 25 × 20 cm  |                                                |
| 1975 | 25-75 Gifts for Shaketown                                              | Öl             | 25 × 20 cm  |                                                |
| 1975 | 26-75 Golden Christmas Tree                                            | Öl             | 41 × 30 cm  |                                                |
| 1976 | 1-76 Pirate Gold                                                       | Öl             | 41 × 30 cm  |                                                |
| 1976 | 2-76 Business as Usual                                                 | Öl             | 41 × 51 cm  |                                                |
| 1976 | 3-76 July Forth in Duckburg                                            | Öl             | 46 × 61 cm  |                                                |
| 1976 | 4-76 Disputed Claim                                                    | Öl             | 51 × 41 cm  |                                                |
| 1976 | 5-76 Porky of the Mountains                                            | Öl             | 56 × 36 cm  |                                                |
| 1976 | 6-76 Live it Up, Kid!                                                  | Öl             | 41 × 30 cm  |                                                |
| 1976 | 7-76 Over the Bounding Man                                             | Öl             | 46 × 36 cm  |                                                |

## „Kings and Queens of Myths and Legends“ und Waterfowl-Serie (1976–1979)
| Jahr         | Titel                                            | Technik                | Format [cm] | Standort                                        |
| ------------ | ------------------------------------------------ | ---------------------- | ----------- | ----------------------------------------------- |
| 1977         | 8-76 King Midas Having Fun                       | Öl                     |             |                                                 |
| 1977         | 9-76 The Money Collector                         | Öl                     | 25 × 20     |                                                 |
| 1977         | 1-77 Old King Cole                               | Öl                     | 51 × 41     |                                                 |
| 1977         | 2-77 King Neptune                                | Öl                     | 51 × 41     |                                                 |
| 1977         | Camelot                                          | Wasserfarbe auf Papier | 25 × 20     |                                                 |
| 1978         | 1-78 St. George                                  | Wasserfarbe auf Papier | 25 × 20     |                                                 |
| 1978         | 2-78 Attila the Duck                             | Wasserfarbe auf Papier | 25 × 20     |                                                 |
| 1978         | 3-78 Robin Hood Duck                             | Wasserfarbe auf Papier | 25 × 20     |                                                 |
| 1978         | 4-78 Hercules Honker                             | Wasserfarbe auf Papier | 25 × 20     |                                                 |
| 1978         | 5-78 Billy the Duckling                          | Wasserfarbe auf Papier | 25 × 20     |                                                 |
| 1978         | 6-78 Teddy Goosevelt                             | Wasserfarbe auf Papier | 25 × 20     |                                                 |
| 1978         | 7-78 David Duck vs. Goliath Goose                | Wasserfarbe auf Papier | 25 × 20     |                                                 |
| 1978         | 8-78 Buffalo Bill Cooty                          | Wasserfarbe auf Papier | 25 × 20     |                                                 |
| 1978         | 9-78 Robin Hood Two-Boy Duck                     | Wasserfarbe auf Papier | 25 × 20     |                                                 |
| 1978         | 10-78 Billy the Duckling at Work                 | Wasserfarbe auf Papier | 25 × 20     |                                                 |
| 1978         | 11-78 Robin Hood Super Archer                    | Wasserfarbe auf Papier | 25 × 20     |                                                 |
| 1978         | 12-78 Billy the Duckling on Guard                | Wasserfarbe auf Papier | 25 × 20     |                                                 |
| 1978         | 13-78 Samson Swan and Delilah Duck               | Wasserfarbe auf Papier | 25 × 20     |                                                 |
| 1978         | 14-78 Bad Bird from Bodie                        | Wasserfarbe auf Papier | 25 × 20     |                                                 |
| 1978         | 15-78 Sheriff of Tombstone                       | Wasserfarbe auf Papier | 25 × 20     |                                                 |
| 1978         | 16-78 Calamity Jane                              | Wasserfarbe auf Papier | 25 × 20     |                                                 |
| 1978         | 17-78 Klondike Kate                              | Wasserfarbe auf Papier | 25 × 20     |                                                 |
| 1978         | 18-78 Dangerous Dan McGoose                      | Wasserfarbe auf Papier | 25 × 20     |                                                 |
| 1978         | 19-78 J. Edgar Honker                            | Wasserfarbe auf Papier | 25 × 20     |                                                 |
| 1978         | 20-78 Blackbeard the Pirate                      | Wasserfarbe auf Papier | 25 × 20     |                                                 |
| 1978         | 21-78 Robin Hood at Nottingham                   | Wasserfarbe auf Papier | 25 × 20     |                                                 |
| 1978         | 22-78 Adam and Eve                               | Wasserfarbe auf Papier | 25 × 20     |                                                 |
| 1978         | 23-78 Blackstone the Great                       | Wasserfarbe auf Papier | 25 × 20     |                                                 |
| 1978         | 24-78 Tom Horn, Bounty Hunter                    | Wasserfarbe auf Papier | 25 × 20     |                                                 |
| 1978         | 25-78 Klondike Kate and Troupe                   | Wasserfarbe auf Papier | 25 × 20     |                                                 |
| 1978         | 26-78 Belle Starr, Outlaw Queen                  | Wasserfarbe auf Papier | 25 × 20     |                                                 |
| 1978         | 27-78 Siegfried and the Rhine Maidens            | Wasserfarbe auf Papier | 25 × 20     |                                                 |
| 1978         | 28-78 Luke Short, Undertaker's Friend            | Wasserfarbe auf Papier | 25 × 20     |                                                 |
| 1978         | 29-78 Ajax, Returning Hero                       | Wasserfarbe auf Papier | 25 × 20     |                                                 |
| 1978         | 30-78 Belles of the Klondike                     | Wasserfarbe auf Papier | 25 × 20     |                                                 |
| 1978         | 31-78 Captain Kidd the Pirate                    | Wasserfarbe auf Papier | 25 × 20     | Dennis Books                                    |
| 1978         | 32-78 The Nashville Establishment                | Wasserfarbe auf Papier | 25 × 20     |                                                 |
| 1978         | 33-78 J. Pierpont Mallard                        | Wasserfarbe auf Papier | 25 × 20     |                                                 |
| 1978         | 34-78 The Lady Known as Lou                      | Wasserfarbe auf Papier | 25 × 20     |                                                 |
| 1978         | 35-78 Henry Morgan, Buccaneer                    | Wasserfarbe auf Papier | 25 × 20     |                                                 |
| 1978         | 36-78 Long Ben, Arch Pirate                      | Wasserfarbe auf Papier | 25 × 20     |                                                 |
| 1978         | 37-78 Gold Rush Gold Diggers                     | Öl                     | 36 × 28     |                                                 |
| 1978         | 38-78 Bat Masterson                              |                        | 36 × 28     |                                                 |
| 1978         | 39-78 The Sheik of Araby                         |                        | 36 × 28     |                                                 |
| 1978         | 40-78 King Beowulf                               | Öl                     | 51 × 41     |                                                 |
| 1978         | 41-78 The Pied Piper                             |                        | 46 × 36     |                                                 |
| 1978         | 42-78 The Caliph of Baghdad                      |                        | 46 × 36     |                                                 |
| 1978         | 43-78 Sir William Blackstone                     | Wasserfarbe auf Papier | 25 × 20     |                                                 |
| 1979         | 1-79 The Vikings                                 | Wasserfarbe auf Papier | 25 × 20     | Dennis Books                                    |
| 1979         | 2-79 Young Lochinvar                             | Wasserfarbe auf Papier | 25 × 20     | Dennis Books                                    |
| 1979         | 3-79 Riverboat Gambler                           | Wasserfarbe auf Papier | 25 × 20     |                                                 |
| 1979         | 4-79 Belle of the Yukon                          | Wasserfarbe auf Papier | 25 × 20     |                                                 |
| 1979         | 5-79 The Voyageurs                               | Wasserfarbe auf Papier | 25 × 20     |                                                 |
| 1979         | 6-79 The Witches of Salem                        | Wasserfarbe auf Papier | 25 × 20     |                                                 |
| 1979         | 7-79 The Diligent Headhunter                     | Wasserfarbe auf Papier | 25 × 20     |                                                 |
| 1979         | 8-79 The Mountain Men                            | Wasserfarbe auf Papier | 25 × 20     |                                                 |
| 1979         | 9-79 Duck Rogers                                 | Wasserfarbe auf Papier | 25 × 20     |                                                 |
| 1979         | 10-79 The Slinky Doctor Fu Chandu                | Wasserfarbe auf Papier | 25 × 20     | Dennis Books                                    |
| 1979         | 11-79 Hiawatha                                   | Wasserfarbe auf Papier | 25 × 20     |                                                 |
| 1979         | 12-79 Ben Frankloon                              | Wasserfarbe auf Papier | 25 × 20     |                                                 |
| 1979         | 13-79 Bring 'em Back Alive, Frank Buck           | Wasserfarbe auf Papier | 25 × 20     |                                                 |
| 1979         | 14-79 Salome Swan                                | Wasserfarbe auf Papier | 25 × 20     |                                                 |
| 1979         | 15-79 Attila the Duck                            |                        | 41 × 51     |                                                 |
| 1980/90er    | (Farmer avoids bird nest)                        |                        |             |                                                 |
| 1980/90er    | (Lady in pink dress)                             |                        |             |                                                 |
| Frühe 1980er | - (Entwurf für das Cover eines "Disneyana-Buch") |                        |             |                                                 |
| ca. 1980er   | - (Ohne Titel)                                   | Wasserfarbe auf Board  | 17 × 33     | versteigert                                     |
| 1980         | 1-80 Xerxes and the Harems                       | Öl                     | 51 × 41     |                                                 |
| 1980         | 2-80 Geography's Founders                        | Wasserfarbe auf Papier | 25 × 20     |                                                 |
| 1980         | 3-80 Loch Ness Monster                           | Wasserfarbe auf Papier | 25 × 20     |                                                 |
| 1980         | 4-80 Frederic Pintain Chopin                     | –                      | –           | nicht ausgeführt, nur Vorzeichnung in Buntstift |

## Die Ducks in Öl (2. Phase), Go Slowly, Sands of Time und einige Saloon-Szenen (1980–1994)
| Jahr     | Titel                                        | Technik       | Format [cm] | Standort                             |
| -------- | -------------------------------------------- | ------------- | ----------- | ------------------------------------ |
| 1980     | 4-80 Wanderers of Wonderlands                |               |             |                                      |
| 1980     | Go Slowly, Sands of Time (1)                 |               | 38 × 24     |                                      |
| 1981     | Go Slowly, Sands of Time (2)                 |               | 28 × 28     |                                      |
| 1981     | Go Slowly, Sands of Time (3)                 |               |             |                                      |
| 1981     | Go Slowly, Sands of Time (4)                 |               |             |                                      |
| 1981     | Go Slowly, Sands of Time (5)                 |               |             |                                      |
| 1981     | Go Slowly, Sands of Time (6)                 |               |             |                                      |
| 1981     | Go Slowly, Sands of Time (7)                 |               |             |                                      |
| 1981     | Go Slowly, Sands of Time (8)                 |               |             |                                      |
| 1981     | Go Slowly, Sands of Time (9)                 |               |             |                                      |
| 1981     | Go Slowly, Sands of Time (10)                |               |             |                                      |
| 1981     | Go Slowly, Sands of Time (11)                |               |             |                                      |
| 1981     | Go Slowly, Sands of Time (12)                |               | 38 × 25 cm  |                                      |
| 1981     | Go Slowly, Sands of Time                     | –             | –           | nicht ausgeführt, nur Vorzeichnungen |
| 1981     | 1-81 ?                                       |               |             |                                      |
| 1981     | 2-81 ?                                       |               |             |                                      |
| 1981     | 2-82 ?                                       |               |             |                                      |
| 1981     | 3-82 (siehe 3-82)                            |               |             |                                      |
| 1982 (?) | First Girl He's Ever Seem                    |               |             |                                      |
| 1982     | After Ted Kautzky                            |               |             |                                      |
| 1982 (?) | Stranger at the Bar ("Another saloon scene") |               |             |                                      |
| 1982     | 1-82 Well-Armed Stranger                     |               |             |                                      |
| 1982     | 2-82 Worth a Whole Months Wages              |               |             |                                      |
| 1983     | 1-83 An Embarrassment of Riches              | Öl            | 51 × 64 cm  |                                      |
| 1983     | Among His Souvenirs                          |               | 25 × 20 cm  | (2 Farbstudien)                      |
| 1983     | Till Death Do Us Part                        | Öl            | 64 × 51 cm  |                                      |
| 1983     | Prosperity Posed for Posterity               | Öl auf Papier | 25 × 20 cm  | (nur Farbstudie)                     |
| 1983     | Which Disney Themepark is This               | Öl auf Papier | 23 × 23 cm  | (nur 4 Farbstudien)                  |
| 1983     | - (Practice Duck)                            | Öl            | 13 × 10 cm  |                                      |
| 1983     | Sledloads of Happiness                       | Öl (?)        | 25 × 20 cm  |                                      |
| 1984     | A 1934 Belchfire Runabout                    | Öl            | 61 × 76 cm  |                                      |
| 1984     | In Uncle Walt's Collectory                   | Öl            | 64 × 51 cm  |                                      |
| 1985     | Return to Morgan's Island                    | Öl            | 61 × 76 cm  |                                      |
| 1985     | Afoul of the Flying Dutchman                 | Öl            | 64 × 51 cm  |                                      |
| 1986     | Money Lake                                   | Öl auf Papier | 18 × 23 cm  | (nur Farbstudien)                    |
| 1986     | Dam Disaster at Money Lake                   | Öl            | 51 × 64 cm  |                                      |
| 1986     | The Law Comes to Bullet Valley               | Öl auf Papier | 28 × 23 cm  | (nur Farbstudie)                     |
| 1986     | Dubios Doings at Dismal Downs                | Öl            | 51 × 64 cm  |                                      |
| 1987     | First National Bank of Cibola                | Öl            | 64 × 51 cm  |                                      |
| 1987     | Stamp Collector's Bad Moment                 | Öl auf Papier | 30 × 25 cm  | (nur Farbstudie)                     |
| 1988     | Trespassers Will Be Ventilated               | Öl            | 51 × 64 cm  |                                      |
| 1988     | The Makings of a Fish Story                  | Öl            | 64 × 51 cm  |                                      |
| 1988     | Trail of the Forty Thieves                   | Öl auf Papier | 30 × 25 cm  | (nur 2 Farbstudien)                  |
| 1989     | Return to Plain Awful                        | Öl            | 61 × 76 cm  |                                      |
| 1989     | Holiday in Duckburg                          | Öl            | 61 × 76 cm  |                                      |
| 1989     | An Astronomical Predicant                    | Öl            | 66 × 51 cm  |                                      |
| 1991     | The Stone that Turns all Metals to Gold      | Öl            | 64 × 51 cm  |                                      |
| 1992     | Mardi Gras before the Thaw                   | Öl            | 61 × 76 cm  |                                      |
| 1994     | Rich Finds an Inventory Time                 | Öl            | 71 × 86 cm  |                                      |
| 1994     | Surprise at Memory Pound                     | Öl            | 56 × 71 cm  |                                      |

## Aquarelle (1994–1995)
| Jahr          | Titel                                                     | Technik                | Format [cm] | Standort                             |
| ------------- | --------------------------------------------------------- | ---------------------- | ----------- | ------------------------------------ |
| 1994          | Pasta Technology                                          | Wasserfarbe auf Papier | 25 × 20 cm  | Privatsammlung, Italien              |
| 1994          | My Hat is Off to Denmark!                                 | Wasserfarbe auf Papier | 28 × 20 cm  | Egmont Verlag, Dänemark              |
| 1994          | Hats Off to Holland                                       | Wasserfarbe auf Papier | 25 × 20 cm  | Donald Duck Weekblad                 |
| 1994          | Hats Off to Germany                                       | Wasserfarbe auf Papier | 25 × 20 cm  | ehapa Verlag, Deutschland            |
| 1994          | Highest Award to Finnland                                 | Wasserfarbe auf Papier | 20 × 25 cm  | Privatsammlung, Finnland             |
| 1994          | Over the Rainbow Norway Style                             | Wasserfarbe auf Papier | 25 × 20 cm  | Privatsammlung, Norwegen             |
| Jan. 1995     | Invasion of Privacy                                       | Wasserfarbe auf Papier | 28 × 23 cm  | Gifted Images Gallery, New York City |
| Feb. 1995     | Black Gold, Yellow Gold, They Keep a Guy from Getting Old | Wasserfarbe auf Papier | 28 × 23 cm  | Museum of Cartoon Art, Florida       |
| März 1995     | Happy Hour                                                | Öl                     | 36 × 28 cm  |                                      |
| 1995          | Vesuvius Airlines Frequent Flyer I                        | Wasserfarbe auf Papier | 23 × 20 cm  |                                      |
| Mai 1995      | Vesuvius Airlines Frequent Flyer II                       | Wasserfarbe auf Papier | 23 × 20 cm  |                                      |
| Mai 1995      | Help! Help! Our Unca Donald is Number Two in a Food Chain | Wasserfarbe auf Papier | 23 × 28 cm  | Museum of Cartoon Art, Florida       |
| Juli 1995     | Early Version of the Money Bin                            | Wasserfarbe auf Papier | 25 × 33 cm  | Bill Cole                            |
| Dezember 1995 | Breakfast for Tycoons                                     | Wasserfarbe auf Papier | 23 × 36 cm  |                                      |
| 1995 (?)      | Mirror, Mirror Tell me True                               | Wasserfarbe auf Papier |             |                                      |
| 1995          | Gyro's Motorized Unicycle                                 | Wasserfarbe auf Papier | 28 × 23 cm  |                                      |

## Die Ducks in Öl (3. Phase) (1996)
| Jahr      | Titel                                 | Technik | Format [cm] | Standort    |
| --------- | ------------------------------------- | ------- | ----------- | ----------- |
| Feb. 1996 | - (Merry Christmas)                   | Öl      | 30 × 25 cm  |             |
| Juni 1996 | 5-96 Eureka! A Goose Egg Nugget!      | Öl      | 36 × 28 cm  |             |
| Aug. 1996 | The Old Castle's Secret               | Öl      | 30 × 41 cm  |             |
| 1996      | I Wonder What My Fortune Cookie Says? | Öl      | 28 × 36 cm  | CBS-Manager |
| 1977–1996 | 8-96 Queen of Sheba                   | Öl      |             |             |

## Buntstiftzeichnungen (1996–1997)
| Jahr      | Titel                                           | Technik                  | Format [cm] | Standort                  |
| --------- | ----------------------------------------------- | ------------------------ | ----------- | ------------------------- |
| 1996      | Clicking in Country Western                     | Buntstift auf Papier     | 25 × 33 cm  |                           |
| 1996      | Airborne and Climbing!                          | Buntstift auf Papier     |             |                           |
| 1996      | Ride 'em Cowboy!                                | Buntstift auf Papier     | 33 × 25 cm  |                           |
| 1996      | Duck with a Porpoise                            | Buntstift auf Papier     | 33 × 25 cm  |                           |
| 1996      | Piscatorial Dressage                            | Buntstift auf Papier     | 33 × 25 cm  |                           |
| 1996      | High, Wild and Handsome                         | Buntstift auf Papier     | 33 × 25 cm  |                           |
| 1996      | Prepare for Dunking                             | Buntstift auf Papier     | 33 × 25 cm  |                           |
| 1996      | Get Along, Little Dolphin!                      | Buntstift auf Papier     | 33 × 25 cm  |                           |
| 1996      | A Ride on the Wild Slide (Stunt-Riding Showoff) | Buntstift auf Papier     | 33 × 25 cm  |                           |
| 1996      | Soaring with the Gulls                          | Buntstift auf Papier     | 33 × 25 cm  |                           |
| 1996      | Ready for Splashdown                            | Buntstift auf Papier     | 33 × 25 cm  |                           |
| 1997      | Polo, Anyone                                    | Buntstift auf Papier     | 33 × 25 cm  |                           |
| 1997      | No Peeking! (Safe door)                         | Buntstift auf Papier     | 33 × 25 cm  |                           |
| 1997      | Hats Off! The Flag is Passing By                | Buntstift auf Papier     | 25 × 33 cm  |                           |
| 1997      | My Whole Morning's Rent Collection!             | Buntstift auf Papier     | 25 × 33 cm  |                           |
| 1997      | Of All the Places for this to Happen!           | Buntstift auf Papier     | 25 × 33 cm  |                           |
| 1997      | Pursuit of the Mummy's Ring I                   | Buntstift auf Papier     | 25 × 33 cm  |                           |
| 1997      | Pursuit of the Mummy's Ring II                  | Buntstift auf Papier     | 28 × 28 cm  |                           |
| 1997      | Pursuit of the Mummy's Ring III                 | Buntstift auf Papier     | 28 × 28 cm  |                           |
| 1997      | In the Footsteps of Pizarro                     | Buntstift auf Papier     | 33 × 25 cm  |                           |
| 1997      | Money Just Follows Him Around                   | Buntstift auf Papier     | 25 × 33 cm  |                           |
| 1997      | Finders Keepers                                 | Buntstift auf Papier     | 33 × 25 cm  |                           |
| 1997      | Far, Far Down Beneath the Ground                | Buntstift auf Papier     | 25 × 33 cm  |                           |
| 1997      | This Isn't Our Day                              | Buntstift auf Papier     | 25 × 33 cm  |                           |
| 1997      | In Realm of the Gilded Man                      | Buntstift auf Papier     | 33 × 25 cm  |                           |
| 1997      | Remind Me to Buy this Golf Course               | Buntstift auf Papier     | 25 × 33 cm  |                           |
| 1997      | Fortune Blowing in the Wind                     | Buntstift auf Papier     | 25 × 33 cm  |                           |
| 1997      | Sir Christopher Wren, Who Was He?               | Buntstift auf Papier     | 33 × 25 cm  |                           |
| 1997      | To the High Pasture of the Unicorn              | Buntstift auf Papier     | 25 × 33 cm  |                           |
| 1997      | Soreheaded Bellyaching Loser                    | Buntstift auf Papier     | 25 × 33 cm  |                           |
| 1997      | Wrong Place, Wrong Time, Wrong Hat              | Buntstift auf Papier     | 25 × 33 cm  |                           |
| 1997      | Unintended Donation to History                  | Buntstift auf Papier     | 25 × 33 cm  |                           |
| 1997      | I Shoulda Stayed in Earthquake Country          | Buntstift auf Papier     | 25 × 33 cm  |                           |
| 1997      | Save a Dime, Lose a Bundle!                     | Buntstift auf Papier     | 25 × 33 cm  |                           |
| 1997      | Flying out the Chimney                          | Buntstift auf Papier     | 25 × 33 cm  |                           |
| 1997      | Plenty to Blow About                            | Buntstift auf Papier     | 33 × 25 cm  |                           |
| 1997      | Garden of Moolah                                | Buntstift auf Papier     | 33 × 25 cm  |                           |
| 1997      | Batter Up!                                      | Buntstift auf Papier     | 25 × 33 cm  |                           |
| 1997      | I May Have to Spend Some of this Stuff          | Buntstift auf Papier     | 25 × 33 cm  |                           |
| 1997      | At Last a Use for these Oversized Emeralds      | Buntstift auf Papier     | 25 × 33 cm  |                           |
| 1997      | At King Solomon's Mines                         | Buntstift auf Papier     | 25 × 33 cm  |                           |
| 1997      | In the Long Ago and Far Away                    | Buntstift auf Papier     | 33 × 25 cm  |                           |
| 1997      | Maharajah for a Day                             | Buntstift auf Papier     | 33 × 25 cm  |                           |
| 1997      | Noisy Overgloating Winner                       | Buntstift auf Papier     | 25 × 33 cm  |                           |
| 1997      | Hired Worrier at Tax Time                       | Buntstift auf Papier     | 33 × 25 cm  |                           |
| 1997      | Tycoon's Saturday Night                         | Buntstift auf Papier     | 25 × 33 cm  |                           |
| 1997      | Dude Ranch Do-Si-Do                             | Buntstift auf Papier     | 25 × 33 cm  |                           |
| 1997      | Going Classical: The Bolero                     | Buntstift auf Papier     | 33 × 25 cm  |                           |
| 1997      | Macarena and Cheesecake                         | Buntstift auf Papier     | 33 × 25 cm  |                           |
| 1997      | Hat Trick No. 2                                 | Buntstift auf Papier     | 25 × 33 cm  |                           |
| 1997      | Defensive Hat: Don't Leave Without It           | Buntstift auf Papier     | 25 × 33 cm  |                           |
| 1997      | First Prize                                     | Buntstift auf Papier     | 33 × 25 cm  |                           |
| 1997      | Low Score for Nonchalance                       | Buntstift auf Papier     | 33 × 25 cm  |                           |
| 1997      | I Should Have Stuck with Tennis Balls           | Buntstift auf Papier     | 33 × 25 cm  |                           |
| 1997      | Bad Hare Day                                    | Buntstift auf Papier     | 33 × 25 cm  | Niels Larsen              |
| 1997      | In the Clutches of a Voodoo Curse               | Buntstift auf Papier     | 33 × 25 cm  |                           |
| 1997      | Lost in the Andes                               | Buntstift auf Papier     | 25 × 33 cm  |                           |
| 1997      | Outback Down Under                              | Buntstift auf Papier     | 25 × 33 cm  |                           |
| 1997      | Sheriff of Bullet Valley                        | Buntstift auf Papier     | 33 × 25 cm  |                           |
| 1997      | Time for a Tantrum                              | Buntstift auf Papier     | 33 × 25 cm  |                           |
| 1997      | Banker's Holiday                                | Buntstift auf Papier     | 33 × 25 cm  |                           |
| 1997      | Claim Hoppers!                                  | Buntstift auf Papier     | 25 × 33 cm  |                           |
| 1997      | The Most Efficient Dog Catcher                  | Buntstift auf Papier     | 25 × 33 cm  |                           |
| 1997      | The Most Efficient Truant Officer               | Buntstift auf Papier     | 25 × 33 cm  |                           |
| 1997      | Like Loveletters in the Sand                    | Buntstift auf Papier     | 25 × 33 cm  |                           |
| 1997      | Family Size Job                                 | Buntstift auf Papier     | 33 × 25 cm  |                           |
| 1997      | End of Another Disastrous Episode               | Buntstift auf Papier     | 25 × 33 cm  |                           |
| 1997      | Home are the Sailors, Home from the Sea         | Buntstift auf Papier     | 33 × 25 cm  |                           |
| 1997      | Majorette Daisy                                 | Buntstift auf Papier     | 33 × 25 cm  |                           |
| 1997      | Cheerleader Daisy                               | Buntstift auf Papier     | 33 × 25 cm  |                           |
| 1997      | Lawn Pests                                      | Buntstift auf Papier     | 25 × 33 cm  |                           |
| 1997      | Drum Major I                                    | Buntstift auf Papier     | 33 × 25 cm  |                           |
| 1997      | Drum Major II                                   | Buntstift auf Papier     | 33 × 25 cm  |                           |
| 1997      | Unkissing Cousins                               | Buntstift auf Papier     | 25 × 33 cm  |                           |
| 1997      | Every Man for Himself                           | Buntstift auf Papier     | 25 × 33 cm  |                           |
| 1997      | Happy Times at Duckburg High                    | Buntstift auf Papier     | 33 × 25 cm  |                           |
| 1997      | Rash Impersonation                              | Buntstift auf Papier     | 33 × 25 cm  |                           |
| 1997      | Last Call for the Clan McDuck                   | Buntstift auf Papier     | 33 × 25 cm  |                           |
| 1997      | I Saw That Nickel First!                        | Buntstift auf Papier     | 25 × 33 cm  |                           |
| 1997      | Double Rainbow Day!                             | Buntstift auf Papier     | 25 × 33 cm  |                           |
| 1997      | Tea Time                                        | Buntstift auf Papier     | 25 × 33 cm  |                           |
| 1997      | Winning the Duckburg Dogmobile Derby            | Buntstift auf Papier     | 25 × 33 cm  | Dennis Books, Seattle, WA |
| 1997      | Barn Dance                                      | Buntstift auf Papier     | 33 × 25 cm  |                           |
| 1997      | Somewhere in Nowhere                            | Buntstift auf Papier     | 33 × 25 cm  |                           |
| Juli 1997 | - (Smoke Signals)                               | Buntstift auf Papier     | 46 × 36 cm  | Hans Gallery, DE          |
| Aug. 1997 | ? (Cover Idee für Comic Priceguide)             | verwirklicht?            |             | Code: CRI 16a             |
| Aug. 1997 | ? (Cover Idee für Comic Priceguide)             | verwirklicht?            |             | Code: CRI 16b             |
| Mai 1997  | Christmas on Bear Mountain                      | Buntstift auf Papier (?) | 15 × 30 cm  |                           |